# Салча (Браила)
Салча (рум. Salcia) насеље је у Румунији у округу Браила у општини Фрекацеј. Oпштина се налази на надморској висини од 5 m.

## Становништво
Према подацима из 2002. године у насељу је живело 73 становника, од којих су сви румунске националности.